# Risorse idriche

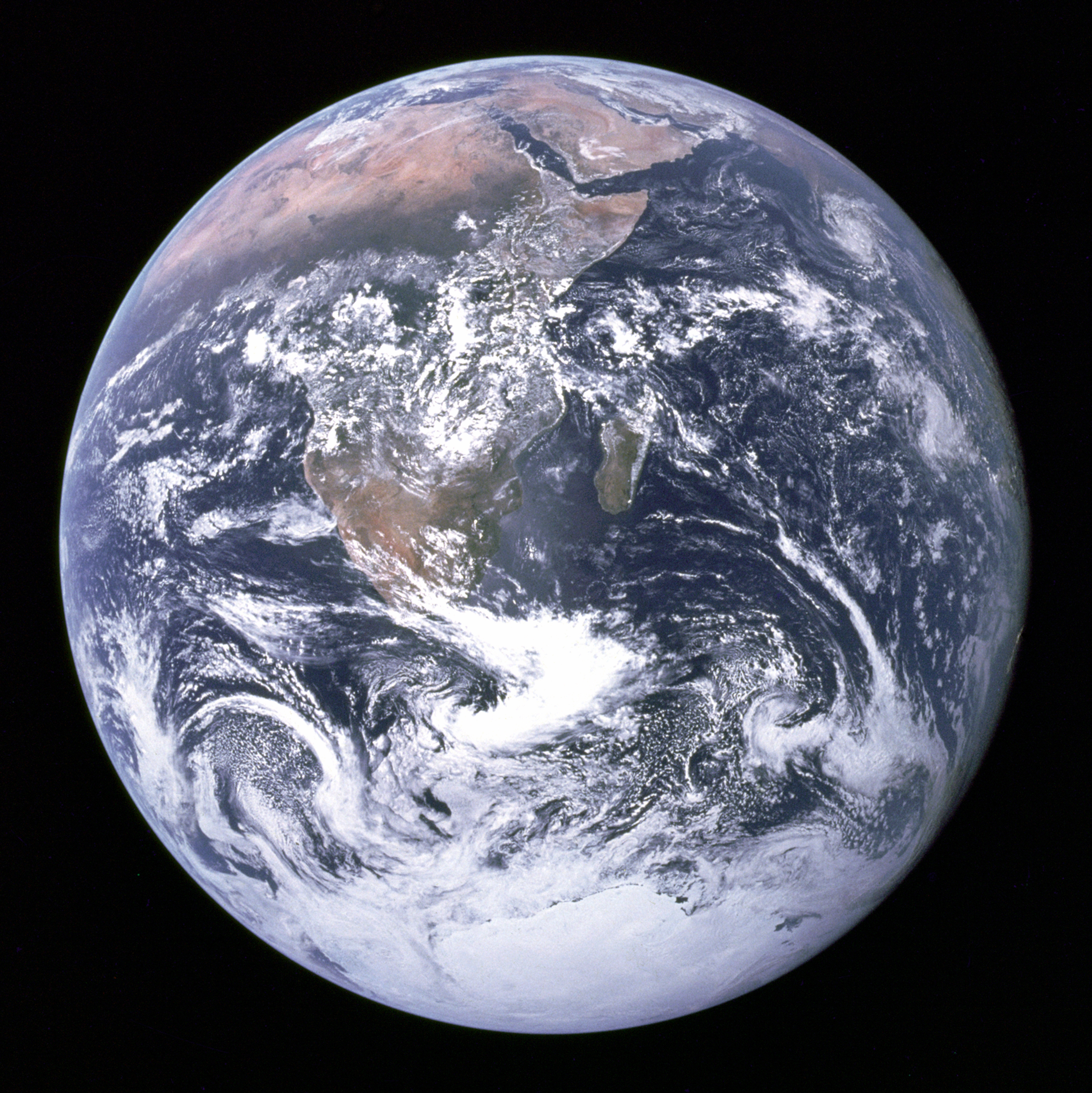
Il pianeta Terra

L'espressione risorse idriche indica, in senso strettamente generale, tutte le varie forme di disponibilità dell'acqua: una sostanza indispensabile all'uomo e all'ecosistema in cui vive, che al tempo stesso può essere abbondante e disponibile oppure scarsa e indisponibile.

## Descrizione
L'acqua è fondamentale per la sopravvivenza, perciò la storia umana è indissolubilmente legata a questa risorsa. La disponibilità di acqua potabile ha sempre rappresentato un parametro importantissimo per la scelta di costruire una città o un qualsiasi insediamento umano. Le città hanno legato la loro nascita o il loro sviluppo alla presenza di fiumi e di sorgenti d'acqua potabile.
L'evoluzione scientifica e tecnologica ha portato l'uomo negli ultimi due secoli ad uno sviluppo industriale e demografico senza precedenti che hanno determinato via via un sempre maggiore fabbisogno d'acqua. L'acqua viene utilizzata, oltre a scopi nutrizionali, in agricoltura e nell'industria. L'acqua, dolce o salata, è spesso il ricettore delle acque reflue trattate e non. Tale sostanza, oltre a non essere uniformemente distribuita sul territorio, non era sicuramente illimitata e richiede sovente adeguate opere per essere resa disponibile a molteplici usi e in molteplici luoghi.

### Distribuzione delle risorse idriche
Le risorse idriche sulla Terra sono distribuite in maniera assai irregolare. Fra tutti i paesi del mondo, soltanto 11 dispongono di 50.000 o più metri cubi d'acqua dolce all'anno per abitante, mentre la maggioranza dispone di meno di 5.000 metri cubi.